# Понизовка (Крым)
Понизо́вка (ранее Ни́жний Кикинеи́з; укр. Понизівка, крымскотат. Aşağı Kikineiz, Ашагъы Кикинеиз) — посёлок городского типа на южном берегу Крыма, входит в городской округ Ялта Республики Крым (согласно административно-территориальному делению Украины — Ялтинский горсовет Автономной Республики Крым, в составе Симеизского поселкового совета).

## География
Понизовка расположена на Южном Берегу Крыма, в горном амфитеатре, окаймленном мысами Кикенеиз, Узун и Святой Троицы в 7 км к западу от Симеиза. Расстояние до Ялты 29 км (по шоссе), высота центра пгт над уровнем моря — 118 м. Транспортное сообщение осуществляется по региональным автодорогам 35К-002 Севастополь — Ялта и 35Н-627 от Южнобережного шоссе до Понизовки (по украинской классификации — Н-19 и С-0-11808).

## Население
| 1979 | 1989 | 2001 | 2009 | 2010 | 2011 |
| ---- | ---- | ---- | ---- | ---- | ---- |
| 283  | ↗433 | ↘361 | ↗378 | →378 | ↗382 |
| 2012 | 2013 | 2014 | 2016 |      |      |
| ↗387 | ↘380 | ↘213 | ↗220 |      |      |

Всеукраинская перепись 2001 года показала следующее распределение по носителям языка
| Язык       | Процент |
| ---------- | ------- |
| русский    | 93,91   |
| украинский | 4,43    |

## Современное состояние
На 2020 год в Понизовке числится 4 улицы; на 2009 год, по данным поссовета, посёлок занимало площадь 122,4 гектара на которой проживало 349 человек. Понизовка связана с Ялтой автобусным сообщением, основное предприятие посёлка пансионат «Понизовка».

## История
Территория Понизовки была заселена таврами с I века до н. э. (во II—III веке поселение было разрушено). ВX—XIII веке на мысе Троицы существовало укреплённое поселение, в XIII—XIV веке — феодальный замок, в наше время получивший название Кучук-Исар.
 Впоследствии местность долго оставалась незаселённой. После присоединения Крыма к России (8) 19 апреля 1783 года, (8) 19 февраля 1784 года местными землями владел генерал Феодосий Ревилиоти, командир Балаклавского батальона, который 1830 году на месте современной Понизовки строит дачу «Святая Троица». В 1886 году наследники Ревелиоти распродали дачу по частям: центральную часть приобрело Алексеевское горнопромышленное общество, в 1903 году разделившее территорию на 103 участка для продажи, самый из которых крупный приобрели ярославские купцы братья Понизовкины, построишие усадьбу с главным домом и различными службами (сейчас корпса № 7 и 8 санатория «Понизовка». На подаваемых участках на территории посёлка была построена ещё 1 дача Г. Ф. Чернявского.
. Пузанов в путеводителе 1929 года упоминает бывшую дачу Понизовкиной, тогда дом отдыха ГПУ, что, видимо, дало название и всей местности. Собственно посёлок впервые в исторических документах встречается в «Справочнике административно-территориального деления Крымской области на 15 июня 1960 года», согласно которому Понизовка входила в состав Оползневского сельсовета, к 1968 году переданная в Симеизский поссовет. В 1971 году Понизовке присвоен статус посёлка городского типа. С 12 февраля 1991 года селение в составе восстановленной Крымской АССР, 26 февраля 1992 года переименованной в Автономную Республику Крым.